# Présence allemande au Moyen-Orient
La présence allemande au Moyen-Orient désigne la période durant laquelle l'Empire allemand, la République de Weimar et le Troisième Reich cherchèrent successivement à accroître leur présence au Moyen-Orient.

## Influence dans l'Empire ottoman
La présence allemande remonte au début du XIXe siècle lorsque, dans les années 1830, des formateurs allemands se rendirent dans l'Empire ottoman afin de former son armée aux côtés de Français et de Britanniques. Les victoires prussiennes de la guerre austro-prussienne de 1866 puis de la guerre franco-allemande de 1870-1871 et la formation de l'Empire allemand convainquent le sultan Abdülhamid II de s'adresser à l'Allemagne pour moderniser son armée. Ce processus commence en 1882 par l'envoi d'une mission d'officiers allemands commandée, à partir de 1885, par Colmar von der Goltz.
Des millénaristes chrétiens de la Société des Templiers, en petit nombre, s'établissent en Palestine à partir de 1860. 
En 1898, Guillaume II, empereur d'Allemagne, se rend à Jérusalem pour inaugurer l'église luthérienne du Rédempteur et promettre la protection de l'Allemagne aux chrétiens d'Orient. Peu après, il se rend à Damas sur le tombeau de Saladin, cette fois pour offrir sa protection aux musulmans.
Dans le domaine économique, la présence allemande augmente considérablement et les investissements passent de 1,1 % à 27,5 % entre 1875 et la fin du XIXe siècle. Cette hausse est notamment soutenue par la présence de la Deutsche Bank dans la région.
De même, en matière de transport, l'Allemagne a investi dans la navigation et le transport ferroviaire (tel que le chemin de fer Berlin-Bagdad).

## Sources